# Poa litorosa
Poa litorosa är en gräsart som beskrevs av Thomas Frederic Cheeseman. Poa litorosa ingår i släktet gröen, och familjen gräs. Inga underarter finns listade i Catalogue of Life.